# Ufotable
Ufotable, Inc. (ユーフォーテーブル有限会社, Yūfōtēburu yūgen-gaisha) é um estúdio de animação japonês fundado em outubro de 2000 por ex-funcionários da TMS Entertainment através de sua subsidiária Telecom Animation Film localizada em Nakano, Tóquio. Seus trabalhos mais famosos são os animes Fate/Zero e Demon Slayer: Kimetsu no Yaiba patrocinados inclusive por grandes empresas de streaming como Netflix e Crunchyroll, respectivamente.

## Polêmica
Em março de 2019, foi relatado que uma pesquisa foi realizada nos escritórios da Ufotable devido a suposta sonegação de impostos. Em abril de 2019, foi relatado que Ufotable devia ¥400 milhões (cerca de US$3,57 milhões|R$ 15 milhões) em impostos e era suspeito de apropriação indébita de fundos de um leilão de caridade para os sobreviventes do Terremoto de Tohoku que assolou as terras japonesas em 2011. Nenhuma acusação foi registrada contra o fundador e presidente da empresa, Hikaru Kondo ou Ufotable até o dia 15 de abril de 2019.